# Contenu de marque (South Park)
Contenu de marque (Sponsored Content en VO) est le huitième épisode de la dix-neuvième saison de la série télévisée d'animation américaine South Park et le 265e épisode de la série. Il est diffusé pour la première fois sur Comedy Central le 18 novembre 2015. L'épisode traite de politiquement correct, une thématique centrale de cette saison, et de l'utilisation excessive de la publicité.

## Résumé
Le Principal PC est très en colère à cause de l'utilisation du mot "débile" ("retarded" en VO) dans un article du journal de l'école. Il convoque donc le rédacteur en chef de celui-ci, Jimmy Valmer, dans son bureau. Le Principal lui demande de vérifier les articles avant qu'ils soient publiés pour pouvoir retirer le "vocabulaire offensant". Jimmy refuse, et accuse le Principal d'être troublé par les handicapés. En réponse, le Principal refuse que le journal soit distribué à l'école, mais Jimmy le distribue directement à domicile aux habitants de South Park. Le Principal enrage encore plus lorsqu'il voit que le titre de la dernière édition critique sa politique en la qualifiant de débile.
Chez les Stotch, Stephen explique à sa femme Linda à quel point le journal de l'école est rafraichissant, contrairement aux articles sur Internet qui sont plein de pubs pop-ups et de faux-boutons menant vers des pubs, quand ils ne sont pas eux-mêmes des pubs dissimulées. Mais Linda ne l'écoute pas, les yeux rivés sur son smartphone.
Le Principal PC fait ensuite discuter Jimmy avec un autre élève handicapé, Nathan, qui prétend qu'entendre le mot "débile" lui fait mal. Mais il avoue en privé que les changements qui surviennent à South Park ne sont pas des coïncidences et qu'une "guerre se prépare". 
Toujours en pleine campagne pour les élections présidentielles américaines, M. Garrison attaque l'apparence physique de son adversaire Hillary Clinton lors d'un débat. Alors qu'il rejoint sa directrice de campagne Caitlyn Jenner dans les coulisses, ils rencontrent Victoria, l'ex-principale de l'école de South Park.
Le Principal PC et ses amis politiquement corrects organisent une fête dans leur club en l'honneur des enfants invalides avec comme invités Jimmy, Timmy Burch et d'autres enfants handicapés. Mais les plus jeunes membres de la fraternité PC sont plus intéressés par avoir des relations avec les jeunes femmes présentes, disant littéralement qu'ils veulent leur "pilonner la chatte". Le lendemain, Jimmy poste son journal avec un article qui critique les PC comme des gens accrocs au sexe, précisant que leurs initiales signifient "Pilonner la Chatte" ("Pussy Crushing" en VO).
Un représentant de la société GEICO fait une offre de 26 millions de dollars à Jimmy pour sponsoriser le journal de l'école, mais Jimmy refuse car il ne veut pas de contenu sponsorisé dans son journal. Le représentant menace alors Jimmy avec une arme à feu, en parlant de "la guerre qui se prépare". Il est soudainement abattu par l'officier Barbrady, qui dit à Jimmy de le suivre. 
Sharon Marsh, qui a vu le journal du jour, demande à son mari Randy d'arrêter d'aller aux fêtes du groupe politiquement correct, car il est devenu plus agressif depuis qu'il les fréquente.
Jimmy et Barbrady rencontrent un groupe d'hommes mystérieux portant des costumes, leur chef étant apparu à la fin de l'épisode précédent. Ils expliquent que les publicités deviennent de plus en plus intelligentes, anticipant les désirs humains. Ils cherchent à savoir comment elles ont développé un tel niveau d'intelligence artificielle. Jimmy est testé et montre une impressionnante capacité à distinguer les véritables articles en ligne des publicités déguisées. Il est ensuite présenté à une camarade de classe nommée Leslie, et entame une conversation avec elle. Ils se rendent compte que les hommes qui les ont amenés ici sont d'anciens journalistes. 
Au même moment, Victoria, qui parle avec Garrison et Caitlyn Jenner, révèle qu'elle n'a jamais été virée mais  "remplacée". Le Principal PC, de son côté, retire Jimmy du poste de rédacteur en chef du journal de l'école et le remplace par Nathan. 
Après avoir discuté avec Leslie, Jimmy comprend qu'elle est une publicité, tandis que le Principal PC est fortement troublé lorsqu'il voit une publicité qui le représente en compagnie de Leslie. 
La dernière scène montre Caitlyn Jenner, écrasant des piétons comme à son habitude, conduire Garrison et Victoria vers South Park...